# Камберлендская армия в сражении при Чикамоге
В ходе сражения при Чикамоге федеральная Камберлендская армия насчитывала примерно 60 000 человек, сведённых в 5 корпусов. Согласно историку Питеру Коззенсу, армия насчитывала перед сражением 57 840 человек, из которых было потеряно убитыми 1656, ранеными 9749, и пропавшими без вести 4774 человека, итого в целом потеряно 16 179 человек. Согласно Гленну Такеру, армия насчитывала 64 500 человек при 170 орудиях. Генри Кист, участник сражения, писал, что на бумаге в армии числилось 67548 боеспособных человек, но реально на поле боя присутствовало около 55 000, поскольку многие части были выделены для тыловой службы. Например, из 9-ти бригад Гренджера только две присутствовали на поле боя.

## Камберлендская армия
Главнокомандующий:  генерал-майор Уильям Роузкранс

Начальник штаба: бригадный генерал Джеймс Гарфилд

Квартирмейстер: подполковник Генри Ходжес

Шеф артиллерии : полковник Джеймс Барнетт

### XIV корпус (22 781 чел.)
Командир: генерал-майор Джордж Томас
Тыловая полиция: 9-й Мичиганский пехотный полк
1-я дивизия, б-г  Эбсалом Бэрд
- Бригада Бенжамена Скрайбнера
  - 38-й Индианский пехотный полк, пдп. Даниель Гриффин
  - 2-й Огайский пехотный полк, пдп. Обадайя Максвелл (р.)
  - 33-й Огайский пехотный полк, полк. Оскар Мур
  - 94-й Огайский пехотный полк, май. Рю Хатчинс
  - 10-й Висконсинский пехотный полк, пдп. Джон Эли (уб.)
- Бригада Джона Старкуитера[англ.]
  - 24-й Иллинойский пехотный полк, полк. Геза Михалоци (р.)
  - 79-й Пенсильванский пехотный полк, полк. Генри Хэмбрайт
  - 1-й Висконсинский пехотный полк, пдп. Джордж Бингхам
  - 21-й Висконсинский пехотный полк, пдп. Харрисон Хобарт
- Бригада Джона Кинга[англ.]
  - 15-й пехотный полк, 1-й батальон, кап. Альберт Дод
  - 16-й пехотный полк, 1-й батальон, май. Сидни Кулидж (уб.)
  - 18-й пехотный полк, 1-й батальон, кап. Джордж Смит
  - 18-й пехотный полк, 2-й батальон, кап. Генри Хеймонд
  - 19-й пехотный полк, 1-й батальон, подп. Самуэль Доусон (р.)
- Артиллерия:
  - 4-я батарея индианской лёгкой артиллерии, лейт. Дэвид Фленсберг
  - Батарея А 1-го мичиганского легкоартиллерийского полка, лейт. Джордж ван Пельт
  - Батарея Н, 5-го артиллерийского полка, лейт. Ховард Бёрнхам (уб.)

2-я дивизия,  ген-май. Джеймс Негли
- Бригада Джона Битти
  - 104-й Иллинойский пехотный полк, пдп. Дуглас Хейпман
  - 42-й Индианский пехотный полк, пдп. Уильям Макинтайр
  - 88-й Индианский пехотный полк, полк. Джордж Хэмфри
  - 15-й Кентуккийский пехотный полк, полк. Мэрион Тейлор
- Бригада Тимоти Стенли
  - 19-й Иллинойский пехотный полк, пдп. Александр Раффен
  - 11-й Мичиганский пехотный полк, полк. Уильям Стаутон
  - 18-й Огайский пехотный полк, пдп. Чарльз Гросвенор
- Бригада Уильяма Сирвелла
  - 37-й Индианский пехотный полк, пдп. Уильям Уорд
  - 21-й Огайский пехотный полк, пдп. Двелла Стоунтон
  - 74-й Огайский пехотный полк, кап. Джозеф Фишер
  - 78-й Пенсильванский пехотный полк, пдп. Арчибальд Блекли

3-я дивизия, б-г  Джон Бреннан
- Бригада Джона Конелла
  - 82-й Индианский пехотный полк, полк. Мортон Хантер
  - 17-й Огайский пехотный полк, лейт. Дарбин Уорд
  - 31-й Огайский пехотный полк, пдп. Фредерик Листер
  - 38-й Огайский пехотный полк, полк. Эдвард Фелпс
- Бригада Джона Крокстона
  - 10-й Индианский пехотный полк, полк. Уильям Кэррол (уб.)
  - 74-й Индианский пехотный полк, полк. Чарльз Чапман
  - 4-й Кентуккийский пехотный полк, пдп. Бургесс Хант (р.)
  - 10-й Кентуккийский пехотный полк, полк. Уильям Хайс
  - 14-й Огайский пехотный полк, пдп. Генри Кингсбери
- Бригада Фердинанда Ван Дервеера[англ.]
  - 87-й Индианский пехотный полк, полк. Ньювелл Глисон
  - 2-й Миннесотский пехотный полк, полк. Джеймс Джордж
  - 9-й Огайский пехотный полк, полк. Густав Каммерлинг
  - 35-й Огайский пехотный полк, пдп. Генри ван Несс Бойнтон
- Артиллерия:
  - Батарея D, 1-го Мичиганского артполка, кап. Джозайя Чёрч
  - Батарея С, 1-го Огайского легкоартиллерийского полка, лейт. Марко Гэри
  - Батарея I, 4-го артиллерийского полка, лейт. Фрэнк Смит

4-я дивизия, ген-май.  Джозеф Рейнольдс
- Бригада Джона Уайлдера
  - 92-й Иллинойский пехотный полк, полк. Смит Аткинс
  - 98-й Иллинойский пехотный полк, полк. Джон Фанкхаузер
  - 123-й Иллинойский пехотный полк, полк. Джеймс Монро
  - 17-й Индианский пехотный полк, май. Уильям Джонс
  - 72-й Индианский пехотный полк, полк. Аюрам Миллер
- Бригада Эдварда Кинга (полк. Милтона Робинсона)
  - 68-й Индианский пехотный полк, кап. Харви Эспи
  - 75-й Индианский пехотный полк, полк. Милтон Робинсон
  - 101-й Индианский пехотный полк, пдп. Томас Доан
  - 105-й Огайский пехотный полк, май. Джордж Перкинс
- Бригада Джона Турчина
  - 18-й Кентуккийский пехотный полк, пдп. Хаббард Милвард (уб.)
  - 11-й Огайский пехотный полк, полк. Филандер Лейн
  - 36-й Огайский пехотный полк, полк. Уильям Джонс (уб.)
  - 92-й Огайский пехотный полк, полк. Бенжамин Феринг (р.)

### XX корпус Александра МакКука (13 156 чел.)
1-я дивизия, б-г  Джефферсон Дэвис
- Бригада п-ка. Сидни Поста (в сражении не задействована)
  - 59-й Иллинойский пехотный полк, пдп. Джошуа Уайтерс
  - 74-й Иллинойский пехотный полк, полк. Джейсон Маш
  - 75-й Иллинойский пехотный полк, полк. Джон Беннетт
  - 22-й Индианский пехотный полк, полк. Майкл Гудинг
  - 5-я батарея  висконсинской лёгкой артиллерии, кап. Джордж Гарднер
- Бригада Уильяма Карлина
  - 21-й Иллинойский пехотный полк,полк. Джон Александер (уб.)
  - 38-й Иллинойский пехотный полк, пдп. Даниель Джилмер (уб.)
  - 81-й Индианский пехотный полк, кап. Невилл Бун
  - 101-й Огайский пехотный полк, пдп. Джон Мессер (р.)
  - 2-я батарея миннесотской лёгкой артиллерии, лейт. Альберт Вудберри
- Бригада Ханса Хега (20 сентября – Джона Мартина)
  - 25-й Иллинойский пехотный полк, май. Самуэль Уолл
  - 35-й Иллинойский пехотный полк, пдп. Уильям Чандлер
  - 8-й Канзасский пехотный полк, полк. Джон Мартин
  - 15-й Висконсинский пехотный полк, пдп. Оле Джонсон
  - 8-я батарея висконсинской лёгкой артиллерии, лейт. Джон Маклин

2-я дивизия, б-г  Ричард Джонсон
- Бригада Августа Виллиха
  - 89-й Иллинойский пехотный полк, пдп. Дункан Холл (уб.)
  - 32-й Индианский пехотный полк, пдп. Фрэнк Эрделмейер
  - 39-й Индианский пехотный полк, полк. Томас Харрисон
  - 15-й Огайский пехотный полк, пдп. Фрэнк Эскью
  - 49-й Огайский пехотный полк, май. Самуэль Грей (р.)
  - Батарея А 1-го Огайского легкоартиллерийского полка, кап. Вильбур Гудсприд
- Бригада Джозефа Доджа
  - 79-й Иллинойский пехотный полк, полк. Аллен Бакнер
  - 29-й Индианский пехотный полк, пдп. Дэвид Данн
  - 30-й Индианский пехотный полк, пдп. Оррин Хард
  - 77-й Пенсильванский пехотный полк, ролк. Томас Роуз
  - 20-я батарея Огайской лёгкой артиллерии, кап. Джон Гросскопф
- Бригада Филемона Болдуина
  - 6-й Индианский пехотный полк, пдп. Хагерман Трипп
  - 5-й Кентуккийский пехотный полк, полк. Уильям Берри
  - 1-й Огайский пехотный полк, пдп. Басслетт Лэнгдон
  - 93-й Огайский пехотный полк, полк. Хайрем Стронг (уб.)
  - 5-я батарея Индианской лёгкой артиллерии

3-я дивизия, ген-май.  Филипп Шеридан.
- Бригада Уильяма Литла[англ.]
  - 36-й Иллинойский пехотный полк, полк. Сайлас Миллер
  - 88-й Иллинойский пехотный полк, пдп. Александр Шадбурн
  - 12-й Мичиганский пехотный полк, полк. Уильям Макгрири
  - 24-й Висконсинский пехотный полк, пдп. Теодор Вест
  - 11-я батарея индианской лёгкой артиллерии,к ап. Арнольд Сатермейстер
- Бригада Бернарда Лейболдта[англ.]
  - 44-й Иллинойский пехотный полк, полк. Уоллес Барретт
  - 73-й Иллинойский пехотный полк, полк. Джеймс Жакесс
  - 2-й Миссурийский пехотный полк, май. Арнольд Бек
  - 15-й Миссурийский пехотный полк, полк. Джозеф Конрад
  - Батарея G, 1-го Миссурийского артиллерийского полка, лейт. Густавус Скайлер
- Бригада Лютера Брэдли
  - 22-й Иллинойский пехотный полк, пдп. Фрэнсис Суонвик
  - 27-й Иллинойский пехотный полк, полк. Джонатан Майлз
  - 42-й Иллинойский пехотный полк, полк. Натан Уолворт
  - 51-й Иллинойский пехотный полк, пдп. Самуэль Раймонд
  - Батарея С, 1-го Иллинойского артиллерийского полка,к ап. Марк Прескотт

### XXI корпусТомаса Криттендена(14 660 чел.)
1-я дивизия, б-г  Томас Вуд
- Бригада Джорджа Бьюэлла
  - 100-й Иллинойский пехотный полк, полк. Фредерик Бартлсон
  - 58-й Индианский пехотный полк, пдп. Джеймс Эмбри
  - 13-й Мичиганский пехотный полк, полк. Джошуа Калвер
  - 26-й Огайский пехотный полк, пдп. Уильям Янг
- Бригада Джорджа Вагнера (под командованием пдп. Милтона Барнса)
  - 15-й Индианский пехотный полк, полк. Густавус Вуд
  - 40-й Индианский пехотный полк, полк. Джон Блэйк
  - 57-й Индианский пехотный полк, пдп. Джордж Леннард
  - 97-й Огайский пехотный полк, пдп. Милтон Барнс
- Бригада Чарльза Харкера
  - 3-й Кентуккийский пехотный полк, полк. Генри Данлап
  - 64-й Огайский пехотный полк, полк. Александр МакИлвейн
  - 65-й Огайский пехотный полк, пдп. Горацио Уайтбек
  - 125-й Огайский пехотный полк, полк. Эмерсон Опдик
- Артиллерия:
  - 8-я батарея Индианской лёгкой артиллерии, кап. Джордж Эстеп
  - 10-я батарея Индианской лёгкой артиллерии, лейт. Уильям Нейлор
  - 6-я батарея Огайской лёгкой артиллерии, кап. Каллен Брэдли

2-я дивизия, Джон Палмер
- Бригада Чарльза Крафта[англ.]
  - 31-й Индианский пехотный полк, полк. Джон Смит
  - 1-й Кентуккийский пехотный полк, пдп. Элва Хэдлок
  - 2-й Кентуккийский пехотный полк, полк. Томас Седжвик
  - 90-й Огайский пехотный полк, полк. Чарльз Рипли
- Бригада Уильяма Хэйзена[англ.]
  - 9-й Индианский пехотный полк, полк. Исаак Самэн
  - 6-й Кентуккийский пехотный полк, полк. Джордж Шеклфорд
  - 31-й Индианский пехотный полк, полк. Джон Смит
  - 41-й Огайский пехотный полк, полк. Акуила Уили
  - 124-й Индианский пехотный полк, полк. Оливер Пэйн
- Бригада Уильяма Гроса[англ.]
  - 84-й Иллинойский пехотный полк, полк. Луис Уотерс
  - 36-й Индианский пехотный полк, пдп. Оливер Кэри
  - 23-й Кентуккийский пехотный полк, пдп. Джеймс Фой
  - 6-й Огайский пехотный полк, полк. Николас Андерсон
  - 24-й Огайский пехотный полк, полк. Дэвид Хиггинс
- Артиллерия капитана Уильяма Стэндарта
  - Батарея В, 1-го Огайского легкоартиллерийского полка, лейт. Номан Болдуин
  - Батарея F, 1-го Огайского легкоартиллерийского полка, лейт. Джилс Кокрилл
  - Батарея Н, 4-го артиллерийского полка, лейт. Гарри Кашинг
  - Батарея М, 4-го артиллерийского полка, лейт. Фрэнсис Расселл

3-я дивизия,  Горацио Ван Клеве
- Бригада Самуэля Битти
  - 79-й Индианский пехотный полк, полк. Фредерик Кнейфер
  - 9-й Кентуккийский пехотный полк, полк. Джордж Крэм
  - 17-й Кентуккийский пехотный полк, полк. Александр Стаут
  - 19-й Огайский пехотный полк, пдп. Генри Страттон
- Бригада Джорджа Дика
  - 44-й Индианский пехотный полк, пдп. Саймон Элдрич
  - 86-й Индианский пехотный полк, май. Джейкоб Дик
  - 13-й Огайский пехотный полк, пдп. Элханнон Маст (уб.)
  - 59-й Огайский пехотный полк, пдп. Грэнвилл Фрэмбс
- Бригада Сидни Барнса
  - 35-й Индианский пехотный полк, май. Джон Даффиси
  - 8-й Кентуккийский пехотный полк, пдп. Джеймс Мэтью
  - 21-й Кентуккийский пехотный полк, полк. Самуэль Прайс
  - 51-й Огайский пехотный полк, полк. Ричард МакКлейн
  - 99-й Огайский пехотный полк, полк. Петер Свайн
- Артиллерия:
  - 7-я батарея Индианской лёгкой артиллерии, кап. Джордж Сваллоу
  - Батарея B, Пенсильванской лёгкой артиллерии, кап. Элансон Стивенс
  - 3-я Батарея, Винсконсинской лёгкой артиллерии, лейт. Кортланд Ливингстон

### Резервный корпус  (7 372 чел.)
Генерал-майор Гордон Гренджер
1-я дивизия, б-г  Джеймс Стидмен
- Бригада Уолтера Уайтакера
  - 96-й Иллинойский пехотный полк, полк. Томас Чампион
  - 84-й Иллинойский пехотный полк, полк. Нельсон Траслер
  - 22-й Мичиганский пехотный полк, полк. Хебер ле Фавор
  - 40-й Огайский пехотный полк, полк. Уильям Джонс
  - 89-й Огайский пехотный полк, полк. Калеб Карлтон
  - 18-я батарея Огайской лёгкой артиллерии, кап. Чарльз Эльшир
- Бригада Джона Митчелла[англ.]
  - 78-й Иллинойский пехотный полк, пдп. Картер ван Влек
  - 98-й Огайский пехотный полк, полккап. Мосес Уркварт
  - 113-й Огайский пехотный полк, пдп. Дариус Уорнер
  - 121-й Огайский пехотный полк, пдп. Генри Беннинг
  - Батарея М, 1-го Иллинойского легкоартиллерийского полка, лейт. Томас Бертон

2-я дивизия.
- 2-я бригада, полк. Дана Маккука[англ.]
  - 85-й Иллинойский пехотный полк, полк. Калеб Дилворт
  - 86-й Иллинойский пехотный полк, пдп. Дэвид Мэги
  - 125-й Иллинойский пехотный полк, полк. Оскар Хармон
  - 52й Огайский пехотный полк, май. Джеймс Холмс
  - 69-й Огайский пехотный полк, пдп. Джозеф Брингхам
  - Батарея I, 2-го Иллинойского легкоартиллерийского полка, кап. Чарльз Барнетт

### Кавалерийский корпус Роберта Митчелла (10 078 чел.)
Дивизия Эдварда МакКука.
- Бригада Арчибальда Кэмпбелла
- Бригада Дниеля Рэя
- Бригада Льюиса Уоткинса

Дивизия Джорджа Крука
- Бригада Роберта Минти
- Бригада Эли Лонга
- Chicago Board of Trade Battery: кап. Джеймс Стокс